# Az Enigma megszerzése (1941)
A Brit Királyi Haditengerészet 1941. május 9-én szerezte meg a nemzetiszocialista Német Birodalom katonai rejtjelező gépét, az Enigmát egy elfoglalt tengeralattjáróról az Atlanti-óceán északi részén, Izlandtól délre.

## Az akció

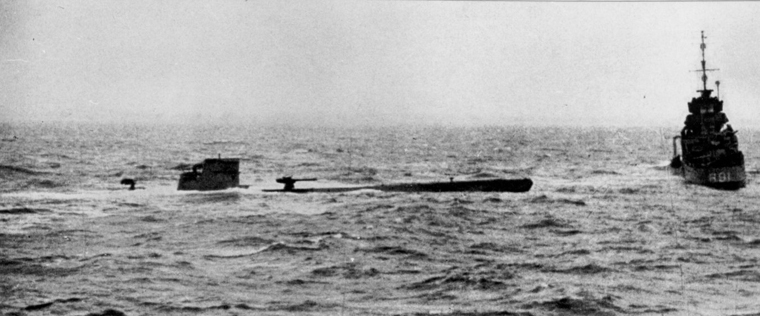
Az U110 és az HMS Bulldog

1941. május 9-én az U–110 német tengeralattjáró megtámadta az OB–318-as konvojt. Két hajót süllyesztett el, a Bengore Headet és az Esmondot. A búvárhajó parancsnoka, Fritz-Julius Lemp a második akció után – mivel valószínűleg meg akart győződni a kilőtt torpedó célba találásáról – túl sokáig hagyta kint a periszkópot. A konvoj egyik kísérője, az HMS Aubretia korvett észrevette, és az üldözésébe kezdett. Miután elsőre sikertelen mélységibomba-támadást intézett ellene, az HMS Bulldog és az HMS Broadway is csatlakozott, az egyesített akciójukban pedig az U–110 megsérült, és kénytelen volt a vízfelszínre emelkedni. Ezt látva az HMS Bulldog irányt váltott, hogy legázolja a tengeralattjárót, ezért Lemp kiadta a parancsot annak az elhagyására. A brit hajó kapitánya azonban felismerte a lehetőséget az U–110 megszerzésére, és az utolsó pillanatban elkerülte. Lemp ekkor rájött, hogy a tengeralattjárója nem süllyed elég gyorsan, és megpróbált visszaúszni ahhoz. A britek szerint eltűnt a vízben, a németek viszont azt állították, hogy az U–110-et elfoglaló haditengerészek lőtték le.
A brit osztagot David Balme hadnagy vezette, aki mindent összegyűjtött a tengeralattjáróról, ami használhatónak tűnt, így az Enigmát és az ahhoz tartozó, érvényben lévő kódkönyvet is. A britek vontatókötélre vették a hadizsákmányukat, és elindultak hazafelé. Másnap azonban az Admiralitás rájött arra, mekkora kincs került a kezébe, és azt az utasítást adta, hogy süllyesszék el az U–110-et. Ezzel azt akarták elérni, hogy a németek ne tudják meg, hogy hozzájutottak a rejtjelező géphez, mert akkor megváltoztatják a kódokat. A német legénységet Izlandra internálták.